# Сельма в городе призраков
«Сельма в городе призраков» (англ. Salma’s big wish, исп. Día de muertos) — полнометражный анимационный фильм от режиссера Карлоса Гутиерреза Медрано, обладателя десяти премий Ariel Award (главная кинопремия Мексики).
Мировая премьера мистического приключения состоялась на фестивале MIFA в Анси летом 2019 года. В российский прокат фильм выйдет 24 октября.

## Сюжет
Девушке по имени Сельма уже 16 лет не дает покоя семейная легенда. Она гласит, что раз в год, (всего на один день!) открываются врата за пределы нашей Вселенной. И вот, накануне этого самого дня, старшие братья Сельмы находят древнюю книгу заклинаний, открывающую путь в другие миры. Им предстоит путешествие в загадочный Город Призраков…

## В ролях
| Актёр            | Роль    |
| ---------------- | ------- |
| Кристина Милиция | Сельма  |
| Коннор Андраде   | Педрито |
| Дино Андраде     | Джулиан |
| Мемо Апонте      | Педро   |

 кто озвучивает русский дубляж

## Релиз
Мировая премьера картины состоялась на Международном фестивале анимационных фильмов в Анси (MIFA) летом 2019 года. В российский прокат фильм вышел 24 октября.
Локализованная версия трейлера картины была опубликована в сети 13 сентября 2019 года.
Оригинальное название мультфильма («Día de muertos») переводится как «День мёртвых».